# Alrun Urbach
Alrun Urbach (15 de septiembre de 1958) es una deportista alemana que compitió para la RFA en remo. Ganó tres medallas en el Campeonato Mundial de Remo entre los años 1984 y 1989.

## Palmarés internacional
| Campeonato Mundial | Campeonato Mundial | Campeonato Mundial | Campeonato Mundial      |
| Año                | Lugar              | Medalla            | Prueba                  |
| ------------------ | ------------------ | ------------------ | ----------------------- |
| 1984               | Montreal (Canadá)  | Medalla de oro     | Scull individual ligero |
| 1985               | Malinas (Bélgica)  | Medalla de plata   | Doble scull ligero      |
| 1989               | Bled (Yugoslavia)  | Medalla de bronce  | Doble scull ligero      |